# 傳頌之物 虛偽的假面
《受讚頌者 虛偽的假面》是一款由日本AQUAPLUS公司在2015年9月24日發售的帶有戰略角色扮演（sRPG）元素的文字冒險（ADV）遊戲，是最初由AQUAPLUS於2002年發售的遊戲《傳頌之物》的續作。《虛偽的假面》有PSV、PS3，以及PS4平台版本。《虛偽的假面》繁體中文版於2019年通過SEGA發售。《虛偽的假面》亦有英語版，在北美由Atlus USA發行，在歐洲區由Deep Silver發行。《虛偽的假面》衍生作品包括漫畫和電視動畫，其中電視動畫由WHITE FOX製作，於2015年10月3日開播，共25話。
《传颂之物 虚伪的假面》是AQUAPLUS成立20周年的纪念作品。《传颂之物 虚伪的假面》的故事发生在虚构的大国“大和”（日语：ヤマト），该作品大致延续前作《传颂之物》的游戏模式，游戏由ADV文字冒险与战斗两部分组成，战斗穿插于剧情之间。。
《传颂之物 虚伪的假面》推出一年后，续作暨传颂之物系列最终章《传颂之物 二人的白皇》于2016年9月21日发售。於2020年1月23日在Steam平台上架。

## 故事簡介
《传颂之物 虚伪的假面》的故事发生在一个幻想世界中的强国“大和”。大和拥有先进的技术，还拥有“假面”这种强大的武器守卫国土。
故事开篇，男主角发现刚醒来的自己独自一人身处雪原之中，在他被四周的怪物追杀时，他被在各国旅行的女主角久远救下。因为男主角已不记得自己的名字，久远给他起了“哈克”的名字。随后，哈克便与久远继续旅程。在旅途中，他们偶遇右近一行，并帮助他们解决了难题。在右近的邀请下，哈克与久远和右近一行一同前往大和帝都。到达帝都后，哈克与久远才得知右近是大和的右近卫少将奥修特尔为了方便行动而伪装出的身份。因奥修特尔欣赏久远与哈克的才能，他招募两人成为他的密探，让他们两人帮助他执行各种委托。
几个月后，大和边境的蛮族国家乌兹鲁沙进犯大和，大和派兵反击，哈克等人也参与了这场征讨。拥有假面之力的大和很快将乌兹鲁沙击溃。因为哈克前往乌兹鲁沙前还曾接到帝的委托，他与久远等人在乌兹鲁沙对古代遗迹进行了探查，却因一场事故得知塔塔利是古代人类变成的这一事实。回到帝都后，在一天夜晚，哈克受到帝的邀请前往皇宫地下。在那里，他从帝的口中得知大和过去真实的历史。他得知自己与帝曾是亲兄弟，都是过去的人类。哈克曾参与冰人计划，在人类毁灭前为了实验而进入休眠状态，而帝则是在人类毁灭的灾难中侥幸得脱，并利用身边的技术带领亚人建立了大和这一国家。帝邀请哈克在他死后继承他的事业，但哈克并未直接应允。
不久之后，帝突然对全国宣布向图斯库尔开战，哈克等人为了帮助输送物资到前线也前往了图斯库尔。因为不熟悉地形等原因，大和在图斯库尔遭遇重大失败，加之帝突然驾崩，不得不从图斯库尔撤军。回到大和的哈克等人，得知奥修特尔已受陷害入狱，原因是他被指栽赃要毒害杏树的凶手。哈克等人从监狱中将奥修特尔救出后，又将杏树从皇宫中救出，杀出重围，前往恩那卡姆伊，等待东山再起的机会。但不意途中被武赖追上。为了保护其他人，奥修特尔主动留下断后，在与武赖的战斗中同归于尽。哈克接受奥修特尔去世前的请求，继承了他的身份，戴上假面开始假扮奥修特尔进行活动，对其他人则是宣称哈克在战斗中战死。久远得知哈克的“死讯”后心痛不已，哈克害怕自己假扮奥修特尔的秘密泄露，因此没有告诉久远真相。心灰意冷的久远独立一人离开恩那卡姆伊，在途中遭遇山贼抢劫，愤怒的久远无意中激活了体内的大神解放者之血。此时，胧一行及时赶到，化解了局面，并将久远接回了祖国图斯库尔。

## 登場人物
本节只对主要角色进行简要介绍，关于本作的重要设定与相对次要角色，请参见传颂之物系列角色列表。
哈克（Haku，聲：藤原啓治）　另譯：白
开篇时一人在雪原醒来，丧失所有记忆。被雪原上的怪兽追杀时，被久远救下。因为忘记了自己的名字，久远给他起了“哈克”的名字。哈克作为人类力量与耐力都不如亚人，但具有优秀的洞察力和判断力[12]。后来，哈克在九重里无意中与游侠“右近”一行相识，并帮助右近一行解决了面临的问题。与右近一行一起回到帝都后，才知道“右近”是大和右近卫大将奥修特尔的伪装身份。在奥修特尔的提议下，哈克与久远成为奥修特尔的密探，帮助他解决各地的事件与委托。本作篇末，哈克接受了耗尽力量的奥修特尔在死去前的请求，戴上他的假面以奥修特尔的身份继续活动。
久遠（Kuon，聲：種田梨沙）　另譯：庫恩
哈克奥罗与柚叶生下的女儿，图斯库尔的皇女。开篇隐藏自己的身份在大和旅行，并将刚苏醒过来的哈克救下，并给他起了“哈克”的名字[11]。久远因为得到艾露露指导，同样是一名手法熟练的药师。后来以结识奥修特尔的伪装身份右近为契机，与哈克一同以密探身份为奥修特尔工作。本作篇末得知哈克死去的消息后离开了众人，在回到图斯库尔的半途中被山贼打劫时被激怒，因而激活了大神解放者之血，但最后被赶来的胧等人救下，并明白了自己对哈克有恋爱般的感情。
奥修特尔（Ukon，聲：利根健太朗）
大和的右近卫少将，与雷神同被誉为“大和双璧”，是大和的假面之人之一，持有水神假面。奥修特尔出身边境小贵族家庭，依靠自己的努力方才当上右近卫少将，因此具有很强正义感。平时偶尔会以伪装身份“右近”活动行侠仗义。在以右近身份活动时结识哈克与久远。本作篇末奥修特尔被沃西斯陷害，宫中官员认定奥修特尔向皇女杏树下毒，将他关进监狱。哈克等人随后将奥修特尔救出，但在前往恩那卡姆依的途中与武赖遭遇，奥修特尔在战斗中耗尽了灵魂之力，在去世前将一切托付给了在场的哈克。
貓音（Nekone，聲：水瀨祈）　另譯：喵音、妮可涅、聶可涅
来自恩纳卡姆依的少女，喜好研究学习古代的知识，是奥修特尔（右近）的妹妹，是大和历史上通过殿试的最年少一人，但由于年纪过小被保留了哲学士头衔，暂时以殿学徒的身份工作。
露露缇耶（Rurutie，聲：加隈亞衣）
九重里的小公主，父亲是“八柱将”之一的九重里之皇欧甄，在家中同辈中排第十五。她骑着一只叫做“可可啵”大鸟。露露缇耶喜欢料理与缝纫、厨艺高明。露露缇耶的父亲为了让她能增长见闻，派她参加前往帝都的使节团，并借此机会让奥修特尔锻炼她的能力。

## 製作人員
- 製作人：下川直哉
- 導演：甘露樹
- 原案·劇本：菅宗光
- 劇本：暮羽松葉、まるいたけし、涼元悠一、中村浩二郎
- 人物設計：甘露樹、睦美美里
- 音樂監督：下川直哉
- 片頭製作：カワタヒサシ
- 片頭動畫：WHITE FOX

## 主題曲
片頭曲（鵺鳥）
作詞：須谷尚子，作曲：衣笠道雄，編曲：衣笠道雄，主唱：Suara
片尾曲
作詞：須谷尚子，作曲：衣笠道雄，編曲：衣笠道雄，主唱：Suara
終曲
作詞：須谷尚子，作曲：松岡純也，編曲：松岡純也、古山丈，主唱：Suara
插入曲
作詞：牛島彌美，作曲：豆田將，編曲：豆田将，主唱：（CV：種田梨沙）

## 網路電台
（pre）
2015年5月11日－2015年6月22日期間每周一放送，全4回。
放送電台：音泉
主播：柚木涼香（前作女主角－艾露露）
來賓
- 第1回 種田梨沙（久遠）
- 第2回 藤原啓治（哈克）
- 第3回 利根健太朗（右近）、加隈亞衣（露露緹耶）
- 第4回 山本希望（鵟）、村瀨步（奇羽琉）

2015年7月6日起毎週一放送
放送電台：音泉
主播：柚木涼香（前作女主角－艾露露）、村瀨步（奇羽琉）
來賓
- 第3回 小山剛志（克羅）
- 第5回 Suara（主題歌 担当）
- 第6回 小暮英麻（『ToHeart2』朝霧麻亞子）、小野涼子（『ToHeart2』久壽川莎莎菈）
- 第8回 水瀨祈（貓音）
- 第10回 利根健太朗（右近）
- 第12回 下川直哉（AQUAPLUS代表）
- 第13回 杉山大（麻呂呂）
- 第15回 原由實（阿圖依）
- 第16回 藤原啓治（哈克）
- 第17回 Suara（主題歌 担当）
- 第19回 赤崎千夏（杏樹）
- 第20回 加隈亞衣（露露緹耶）
- 第23回 内田夕夜（雷神）

## 電視動畫

### 製作人員
- 原作：（AQUAPLUS）
- 監督：元永慶太郎
- 系列構成：鴻野貴光
- 方案監修：菅宗光
- 角色原案：甘露樹、睦美美里
- 角色設計：中田正彥
- 總作畫監督：中田正彥
- 道具設計：鈴木典孝、岩畑剛一
- 美術設定：李炫定、野村正信
- 美術監督：高峰義人
- 色彩設計：佐藤美由紀
- 攝影監督：木村俊也
- 編輯：木村祥明
- 音響監督：蝦名恭范
- 音樂：AQUAPLUS、下川直哉、衣笠道雄、松岡純也、林茂樹
- 動畫製作：WHITE FOX
- 製作：（國王唱片、AQUAPLUS、Comic虎之穴）

### 主題曲
片頭曲
（第2話－第12話）
作詞：須谷尚子，作曲：下川直哉，編曲：小林俊太郎，主唱：Suara
 （第13話－第25話）
作詞：須谷尚子，作曲：中上和英，編曲：衣笠道雄，主唱：Suara
片尾曲
（第2話－第12話）
作詞：巽明子，作曲：松岡純也，編曲：松岡純也，主唱：Suara
 （第13話－第24話）
作詞：須谷尚子，作曲：衣笠道雄，編曲：衣笠道雄，主唱：Suara
插入曲
（第17話）
作詞：牛島彌美，作曲：豆田將，編曲：豆田將，主唱：（種田梨沙）
（第25話）
作詞：須谷尚子，作曲：衣笠道雄，編曲：衣笠道雄，主唱：Suara
（第25話）
作詞：須谷尚子，作曲：下川直哉，編曲：小林俊太郎，主唱：Suara

### 各話列表
| 話數       | 日文標題 | 中文標題           | 劇本       | 分鏡                  | 演出              | 作畫監督                                                 |
| 前期       | 前期     | 前期               | 前期       | 前期                  | 前期              | 前期                                                     |
| ---------- | -------- | ------------------ | ---------- | --------------------- | ----------------- | -------------------------------------------------------- |
| 第一話     |          | 祟                 | 鴻野貴光   | 元永慶太郎            | 松村樹里亞        | 中田正彥                                                 |
| 第二話     |          | 俠義的男人         | 中村浩二郎 | 元永慶太郎            | 武市直子          | 池上太郎                                                 |
| 第三話     |          | 帝都之路           | 中村浩二郎 | 小澤一浩              | 小澤一浩          | 本宮亮介                                                 |
| 第四話     |          | 帝都               | 日暮茶坊   | 岩畑剛一              | 土屋浩幸          | 池田有                                                   |
| 第五話     |          | 海賊娘             | 鴻野貴光   | 又賀大介              | 又賀大介          | 又賀大介、森賢                                           |
| 第六話     |          | 樓閣之主           | 日暮茶坊   | 川村賢一              | 中村和久          | 中村和久                                                 |
| 第七話     |          | 年幼的皇女         | 中村浩二郎 | 岩畑剛一              | 江口大輔          | 坂井久太、小柳達也                                       |
| 第八話     |          | 帝都捕物帳         | 鴻野貴光   | 碇谷敦                | 碇谷敦            | 竹田直樹                                                 |
| 第九話     |          | 來自神眠之國的使者 | 鴻野貴光   | 小澤一浩              | 小澤一浩          | 木宮亮介                                                 |
| 第十話     |          | 戀慕               | 眞島浩一   | 川村賢一              | 武市直子          | 池上太郎                                                 |
| 第十一話   |          | 玩火的皇女         | 福嶋幸典   | 川村賢一              | 土屋浩幸          | 池田有、木宮亮介 中村和久、池上太郎 相澤秀亮、井元一彰   |
| 第十二話   |          | 鎖之巫女           | 中村浩二郎 | 島津裕行              | 松村樹里亞        | 中村和久                                                 |
| 後期       |          |                    |            |                       |                   |                                                          |
| 第十三話   |          | 八柱將             | 鴻野貴光   | 元永慶太郎            | 江口大輔          | 渡邉八惠子、奈須一裕                                     |
| 第十四話   |          | 劍豪               | 福嶋幸典   | 岩畑剛一              | 又賀大介          | 又賀大介、森田實                                         |
| 第十五話   |          | 假面               | 中村浩二郎 | 元永慶太郎 岩畑剛一   | 碇谷敦            | 竹田直樹 浅利步惟                                        |
| 第十六話   |          | 宴                 | 日暮茶坊   | 露日塚俳優人 岩畑剛一 | 土屋浩幸          | 山本善哉 相澤秀亮                                        |
| 第十七話   |          | 殘照               | 鴻野貴光   | 元永慶太郎            | 武市直子          | 池上太郎                                                 |
| 第十八話   |          | 侵略               | 眞島浩一   | 小澤一浩              | 小澤一浩          | 池田有、加藤明日美 、渡邉八惠子                          |
| 第十九話   |          | 燃燒               | 福嶋幸典   | 川村賢一              | 土屋浩幸          | 木宮亮介、竹田直樹 奈須一裕、浅利步惟                    |
| 第二十話   |          | 武人               | 鴻野貴光   | 又賀大介              | 又賀大介          | 中村和久、又賀大介                                       |
| 第二十一話 |          | 駕崩               | 中村浩二郎 | 川村賢一              | 美甘義人          | 山本善哉、相澤秀亮 加藤明日美、 中田正彥                 |
| 第二十二話 |          | 救出               | 福嶋幸典   | 小澤一浩              | 小澤一浩          | 池田有、渡邉八惠子 中村和久、奈須一裕 青野厚司           |
| 第二十三話 |          | 逃脫               | 眞島浩一   | 岩畑剛一              | 岩畑剛一 武市直子 | 池上太郎、木宮亮介 相澤秀亮、加藤明日美 中田正彦、池田有 |
| 第二十四話 |          | 身為霸主           | 中村浩二郎 | 碇谷敦                | 碇谷敦            | 竹田直樹、淺利步惟                                       |
| 第二十五話 |          | 繼承意志之物       | 日暮茶坊   | 元永慶太郎            | 土屋浩幸          | 中田正彥、中村和久 池上太郎、木宮亮介 池田有             |

### 首播電視台
日本深夜動畫：下文記載的日本国内播放時間使用日本標準時間（UTC+9）表示。因為部分時間标识會採用30小时制，因此請留意这类超过24:00的时间，其實際播放時間為翌日清晨。
| 播放地區   | 播放電視台 | 播放期間                      | 播放時間（UTC+9）         | 備註     |      |
| 前期       | 前期       | 前期                          | 前期                      | 前期     | 前期 |
| ---------- | ---------- | ----------------------------- | ------------------------- | -------- | ---- |
| 東京都     | TOKYO MX1  | 2015年10月3日－2015年12月19日 | 星期六 25時00分－25時30分 |          |      |
| 愛知縣     | 愛知電視台 | 2015年10月5日－2015年12月21日 | 星期一 26時05分－26時35分 |          |      |
| 近畿廣域圈 | 每日放送   | 2015年10月6日－2015年12月22日 | 星期二 27時00分－27時30分 |          |      |
| 日本全國   | AT-X       | 2015年10月8日－2015年12月24日 | 星期四 23時00分－23時30分 |          |      |
| 日本全國   | 日本BS放送 | 2015年10月9日－2015年12月25日 | 星期五 23時00分－23時30分 |          |      |
| 後期       |            |                               |                           |          |      |
| 東京都     | TOKYO MX1  | 2016年1月2日－2016年3月26日   | 星期六 25時00分－25時30分 |          |      |
| 愛知縣     | 愛知電視台 | 2016年1月4日－2016年3月28日   | 星期一 26時25分－27時05分 | 時間變更 |      |
| 近畿廣域圈 | 每日放送   | 2016年1月5日－2016年3月29日   | 星期二 27時15分－27時45分 | 時間變更 |      |
| 日本全國   | AT-X       | 2016年1月7日－2016年3月31日   | 星期四 23時00分－23時30分 |          |      |
| 日本全國   | 日本BS放送 | 2016年1月8日－2016年4月1日    | 星期五 23時00分－23時30分 |          |      |

### 藍光
| 卷 | 發售日        | 收錄話     | 収録時間               | 映像                                    | 音聲                       | 映像特典                                   | 規格編號   |
| -- | ------------- | ---------- | ---------------------- | --------------------------------------- | -------------------------- | ------------------------------------------ | ---------- |
| 上 | 2016年3月30日 | 第1－12話  | 【本編】288分+特典映像 | 1080p Hi-Def（16:9） 片面1層（一部2層） | 日本語 （線性PCM／立體聲） | 原創劇集 前期片頭曲、前期片尾曲 PV／SPOT集 | KIXA-90595 |
| 下 | 2016年6月29日 | 第13－25話 | 【本編】312分+特典映像 | 1080p Hi-Def（16:9） 片面1層（一部2層） | 日本語 （線性PCM／立體聲） | 原創劇集 後期片頭曲、 後期片尾曲           | KIXA-90600 |

## 音樂
遊戲及動畫原聲帶
發售公司：株式会社F.I.X. RECORDS
販售公司：國王唱片
發行時間：2016年3月30日
- | DISC 1 | DISC 1 | DISC 1   | DISC 1 |
| 曲序   | 曲目   | 编曲     | 时长   |
| ------ | ------ | -------- | ------ |
| 1.     |        | 衣笠道雄 | 3:01   |
| 2.     |        | 衣笠道雄 | 2:40   |
| 3.     |        | 衣笠道雄 | 3:25   |
| 4.     |        | 松岡純也 | 3:17   |
| 5.     |        | 衣笠道雄 | 2:37   |
| 6.     |        | 松岡純也 | 2:16   |
| 7.     |        | 松岡純也 | 2:26   |
| 8.     |        | 松岡純也 | 3:33   |
| 9.     |        | 松岡純也 | 3:55   |
| 10.    |        | 松岡純也 | 3:56   |
| 11.    |        | 松岡純也 | 1:54   |
| 12.    |        | 衣笠道雄 | 2:16   |
| 13.    |        | 松岡純也 | 3:43   |
| 14.    |        | 松岡純也 | 2:39   |
| 15.    |        | 松岡純也 | 2:50   |
| 16.    |        | 松岡純也 | 2:33   |
| 17.    |        | 松岡純也 | 3:21   |
| 18.    |        | 松岡純也 | 3:43   |
| 19.    |        | 松岡純也 | 3:24   |
| 20.    |        | 松岡純也 | 2:41   |
| 21.    |        | 衣笠道雄 | 1:41   |
| DISC 2 | DISC 2 | DISC 2   | DISC 2 |
| 曲序   | 曲目   | 编曲     | 时长   |
| ------ | ------ | -------- | ------ |
| 1.     |        | 衣笠道雄 | 3:03   |
| 2.     |        | 松岡純也 | 4:02   |
| 3.     |        | 松岡純也 | 2:49   |
| 4.     |        | 林茂樹   | 2:59   |
| 5.     |        | 衣笠道雄 | 3:13   |
| 6.     |        | 衣笠道雄 | 2:49   |
| 7.     |        | 松岡純也 | 5:01   |
| 8.     |        | 衣笠道雄 | 4:40   |
| 9.     |        | 松岡純也 | 2:51   |
| 10.    |        | 松岡純也 | 3:01   |
| 11.    |        | 松岡純也 | 3:04   |
| 12.    |        | 衣笠道雄 | 2:28   |
| 13.    |        | 衣笠道雄 | 3:32   |
| 14.    |        | 衣笠道雄 | 3:34   |
| 15.    |        | 衣笠道雄 | 2:21   |
| 16.    |        | 松岡純也 | 4:14   |
| 17.    |        | 石川真也 | 3:20   |
| 18.    |        | 衣笠道雄 | 3:03   |
| DISC 3 | DISC 3 | DISC 3   | DISC 3 |
| 曲序   | 曲目   | 编曲     | 时长   |
| ------ | ------ | -------- | ------ |
| 1.     |        | 衣笠道雄 | 3:20   |
| 2.     |        | 衣笠道雄 | 3:03   |
| 3.     |        | 松岡純也 | 4:56   |
| 4.     |        | 衣笠道雄 | 3:38   |
| 5.     |        | 衣笠道雄 | 4:24   |
| 6.     |        | 松岡純也 | 4:34   |
| 7.     |        | 松岡純也 | 3:04   |
| 8.     |        | 松岡純也 | 1:42   |
| 9.     |        | 松岡純也 | 1:42   |
| 10.    |        | 松岡純也 | 1:42   |
| 11.    |        | 松岡純也 | 4:21   |
| 12.    |        | 松岡純也 | 3:13   |
| 13.    |        | 松岡純也 | 2:32   |
| 14.    |        | 松岡純也 | 3:07   |
| 15.    |        | 松岡純也 | 4:10   |
| 16.    |        | 衣笠道雄 | 3:56   |
| 17.    |        | 松岡純也 | 4:43   |
| 18.    |        | 下川直哉 | 4:58   |
| 19.    |        | 松岡純也 | 5:23   |
| DISC 4 | DISC 4 | DISC 4           | DISC 4 |
| 曲序   | 曲目   | 演出             | 时长   |
| ------ | ------ | ---------------- | ------ |
| 1.     |        |                  | 3:44   |
| 2.     |        |                  | 1:05   |
| 3.     |        |                  | 1:34   |
| 4.     |        |                  | 1:38   |
| 5.     |        |                  | 1:26   |
| 6.     |        |                  | 3:04   |
| 7.     |        |                  | 3:17   |
| 8.     |        |                  | 4:17   |
| 9.     |        |                  | 3:53   |
| 10.    |        | 衣笠道雄         | 2:43   |
| 11.    |        | 松岡純也         | 2:52   |
| 12.    |        | 松岡純也         | 2:34   |
| 13.    |        | Suara            | 5:02   |
| 14.    |        | （CV：種田梨沙） | 4:24   |
| 15.    |        | （CV：佐倉綾音） | 5:23   |
| 16.    |        | Suara            | 5:56   |
| 17.    |        | Suara            | 1:40   |
| 18.    |        | Suara            | 1:33   |
| 19.    |        | Suara            | 1:35   |
| 20.    |        | Suara            | 1:34   |

## 漫畫
連載漫畫
- 《傳頌之物 虛偽的假面》漫畫版預定於3月號（2016年1月30日發售）開始連載，並由擔任繪師。[16]

選集漫畫
| 標題 | 出版商 | 繪者 | ISBN              | 發售日期       |
| ---- | ------ | ---- | ----------------- | -------------- |
|      |        |      | 978-4-7580-0884-6 | 2015年11月25日 |
|      |        |      | 978-4-04-865692-4 | 2016年1月27日  |
|      |        |      | 978-4-7580-0895-2 | 2016年2月25日  |

## 反響

### 銷量
PlayStation 3、PlayStation 4、PlayStation Vita合計的銷量僅次於初代《To Heart》，為AQUAPLUS歷代作品第二位。
損益分歧點為12萬套，累積至2015年10月的銷量已超過10萬套，下載版占總銷量15%，每週約有600~700的銷量。

### 评价
中国大陆杂志《游戏机实用技术》打出24/30分。

## 外部連結
- 傳頌之物 門戶網站「星集う大地」 （页面存档备份，存于） （日語）
  - 受讚頌者 虛偽的假面 （页面存档备份，存于） （日語）
- 電視動畫 受讚頌者 虛偽的假面 （页面存档备份，存于） （日語）
  - 受讚頌者官方的X（前Twitter） （日語）
- 受讚頌者廣播 （页面存档备份，存于）－音泉 （日語）